# 青山泰之
青山 泰之（あおやま やすゆき、1955年10月11日 - ）は、日本の実業家。元島根銀行代表取締役頭取。

## 人物・経歴
島根県松江市出身。広島大学政経学部卒業。1978年広島相互銀行入社。1985年退社、島根銀行入行。2001年島根銀行市場営業グループ部長。2003年島根銀行業務監査室長。2009年島根銀行人事財務グループ部長。2010年島根銀行取締役人事財務グループ部長。2014年島根銀行常務取締役。2016年から島根銀行代表取締役頭取を務め、松江市との間で産業振興等に関する包括的業務協力協定の締結を行うなどした。2017年には過去最高益を達成し、同年健康上の理由で退任した。